# Skúli Jón Friðgeirsson
Skúli Jón Friðgeirsson est un footballeur islandais, né le 30 juillet 1988 à Reykjavik. Il évolue au poste de défenseur central.

## Palmarès
- KR Reykjavik
  - Champion d'Islande en 2011.
  - Vainqueur de la Coupe d'Islande en 2008 et 2011.
  - Vainqueur de la Coupe de la Ligue islandaise en 2010.

- IF Elfsborg
  - Champion de Suède en 2012.